# Плоский (Брянская область)
Плоский — опустевший поселок в Погарском районе Брянской области, в составе Вадьковского сельского поселения.

## География
Находится в южной части Брянской области на расстоянии приблизительно 14 км на север-северо-восток по прямой от районного центра города Погар.

## История
Известен с 1920-х годов. Работал колхоз «Первомайский».

## Население
Численность населения: 183 человека (1926 год), 30 человек (русские 100 %) в 2002 году, 0 в 2010.